# Le Chambon-sur-Lignon
Le Chambon-sur-Lignon (latinsko Monasteriolum, okcitansko Monistròl) je naselje in občina v jugovzhodnem francoskem departmaju Haute-Loire regije Auvergne. Leta 2012 je naselje imelo 2.609 prebivalcev.

## Geografija
Kraj leži v pokrajini Vivarais ob reki Lignon du Velay, 43 km vzhodno od Le Puy-en-Velaya.

## Uprava
Le Chambon-sur-Lignon je sedež kantona Mézenc, v katerega so poleg njegove vključene še občine Alleyrac, Chadron, Champclause, Chaudeyrolles, Les Estables, Fay-sur-Lignon, Freycenet-la-Cuche, Freycenet-la-Tour, Goudet, Lantriac, Laussonne, Mazet-Saint-Voy, Le Monastier-sur-Gazeille, Montusclat, Moudeyres, Présailles, Saint-Front, Saint-Martin-de-Fugères, Salettes in Les Vastres z 11.512 prebivalci (v letu 2012).
Kanton Mézenc je razdeljen na okrožji Yssingeaux (dve občini, vključno s sedežem kantona) in Le Puy-en-Velay (19 občin).

## Pobratena mesta
- Fislisbach (Aargau, Švica),
- Meitar (Izrael).